# Ferrari 250 GTE
Vous lisez un « article de qualité » labellisé en 2010.
Ne doit pas être confondu avec Ferrari 250 Europa GT.
Pour un article plus général, voir Ferrari 250.
La Ferrari 250 GTE (Gran Turismo Evoluzione) ou GT 2+2, apparue en 1960, est une automobile de tourisme développée par le constructeur italien Ferrari, dessinée par Pininfarina et carrossée par Scaglietti. Même si quelques rares Ferrari – surtout des commandes spéciales – furent précédemment  dotées d'un espace restreint derrière leurs deux seuls sièges, la 250 GTE inaugure une nouvelle gamme de carrosserie pour Ferrari, les « GT 2+2 ».
En dépit d'une certaine condescendance des « puristes » automobiles, les GT 2+2 ou coupés 4 places connaissent un grand succès et deviennent, durant de nombreuses années, la spécialité du constructeur. D'ailleurs, la 250 GTE et sa descendante, la 330 GT, représentent à l'époque plus de 50 % de la production de la firme. Décrite comme « une voiture de tourisme non seulement grande, mais aussi glorieuse », la 250 GTE sera la Ferrari la plus vendue de son temps.
En 1964, la 250 GTE est remplacée par la Ferrari 330 America, qui fut produite à 50 exemplaires pour la plupart exportés outre-Atlantique. Il s'agit stricto sensu du même modèle dont la cylindrée est augmentée à 4 litres.

## Contexte et genèse
Dans le but d'augmenter ses ventes de véhicules de tourisme et ainsi financer ses courses automobiles très onéreuses, Ferrari décide de développer une automobile capable d'attirer une nouvelle clientèle, désireuse d'allier la fonctionnalité d'une « familiale » à la sportivité d'une GT. Tout comme Maserati et la 3500 GT, Ferrari réalise l'importance des automobiles à grand volume pour la survie de la marque.
D'ailleurs, Piero Ferrari, le fils d'Enzo Ferrari, expliquait que les modèles deux places « n'étaient pas celles que [son] père préférait conduire. Il adorait les 2+2 comme voiture personnelle. Généralement, il conduisait lui-même sa voiture mais il était toujours accompagné d'un chauffeur et de son chien, si bien qu'une 2 places ne suffisait pas ».
Un important travail est alors effectué pour adapter la Ferrari 250 à sa nouvelle vocation. Ferrari développera quatre prototypes, un nombre exceptionnellement élevé, qui parcourront une distance jamais atteinte auparavant par la firme. Automobile de Grand Tourisme, l'édition 1960 des 24 Heures du Mans est l'occasion de présenter la nouvelle Ferrari 250 GTE, ou plutôt l'un de ses prototypes. Étonnamment, ce n'est pas en tant que participante mais en tant que voiture de direction de course, conduite par le directeur des 24 Heures, qu'elle apparaît,.
Elle est officiellement présentée lors du Salon de l'automobile de Paris en octobre 1960. 950 exemplaires, à raison de six par jour, sont construits de 1960 à 1963, dernière année de production, faisant alors de la 250 GTE la Ferrari la plus commercialisée,. Pour comparaison, en 1958, Ferrari avait construit près de 685 voitures de route depuis sa création, en 1947. Trois séries de 250 GTE, distinctes les unes des autres par quelques modifications esthétiques, sont en réalité produites. Aujourd'hui, les quelque 500 modèles toujours existants (dont environ vingt-cinq 330 America) se négocient à partir de 100 000 $ à 300 000 $, contre environ 11 500 $ dans les années 1960 ; plus exclusive car plus rare, les 330 America se négocient à un prix plus élevé.

## Aspect extérieur
Étonnamment, le dessin de la nouvelle Ferrari, sans s'éloigner de celui de la Ferrari 250 GT SWB, est issu de la main de Sergio Pininfarina – et non de son père Battista – marquant ainsi son influence grandissante au sein de l'entreprise Pininfarina ; il en a été rapporté que « ce dernier a remarquablement réussi à conserver l'allure racée d'une GT malgré le passage au gabarit 2+2 et la 250 GTE se révèle être une merveille d'équilibre ». Le dessin plongeant des vitres latérales, notamment, diminue l'impression de berline induite par la ligne de toit horizontale.

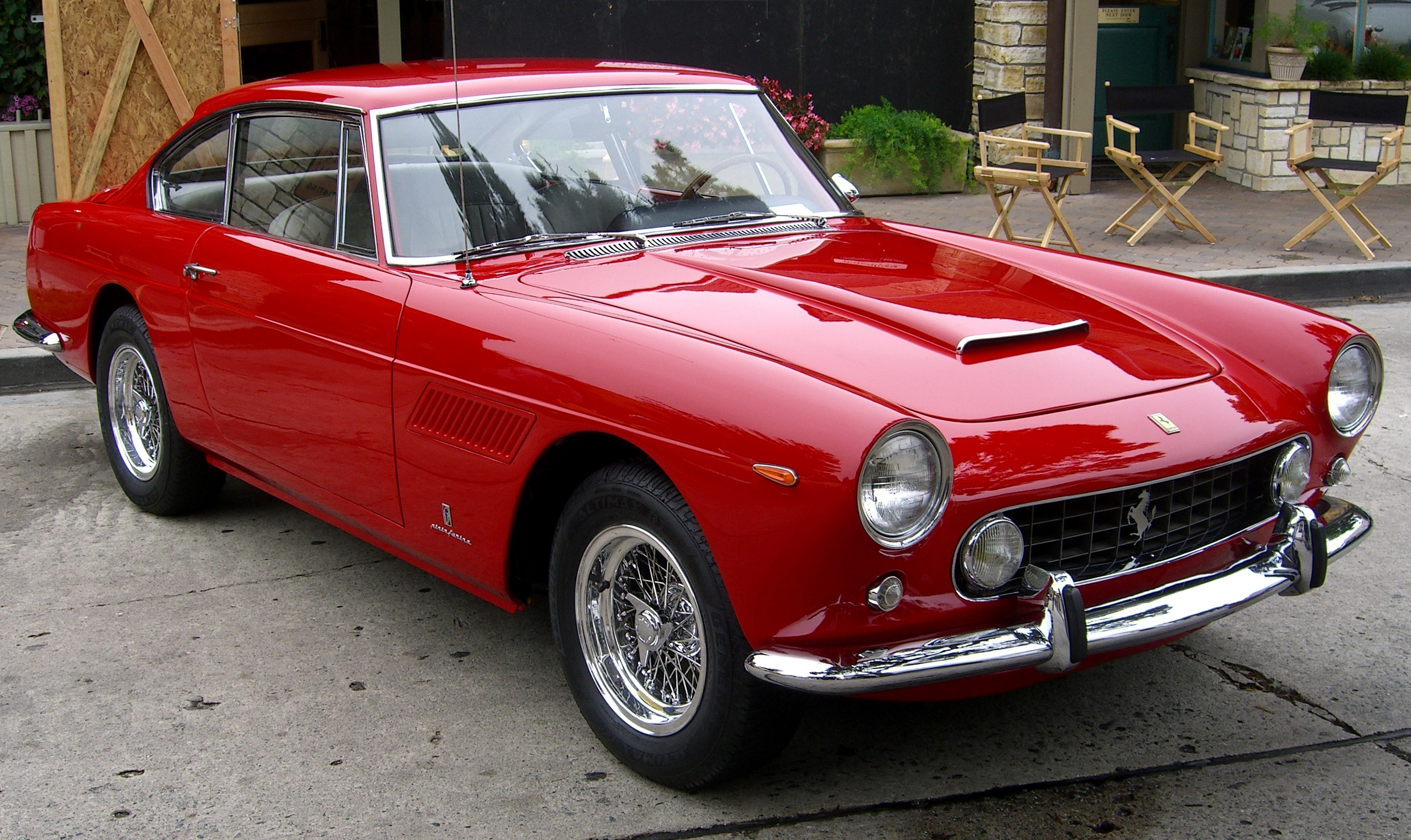
L'année 1962 marque un léger restylage de la calandre et du capot moteur.

Sergio Pininfarina, ayant été assistant aérodynamicien dans la soufflerie de l'École polytechnique de Turin, comprend par ailleurs l'intérêt de l'aérodynamique en termes d'aéroacoustique notamment, et fait par conséquent étudier chaque prototype en soufflerie. Comme à son habitude à cette époque, la Carrozzeria Scaglietti réalise la carrosserie et l'assemblage de la GTE. La structure de cette dernière utilise essentiellement l'acier hormis pour les ouvrants (portes, capot moteur et couvercle de coffre), réalisés en aluminium.
La grille de calandre sur laquelle est fièrement exposé le cheval cabré de la marque, s'équipe habituellement de feux supplémentaires à chaque coin. Ces feux sont à l'origine positionnés sur la grille, avant d'être déplacés en dehors de celle-ci en 1962. La même année, la tige chromée parcourant de part en part le capot est également remplacée par une entrée d'air rectangulaire. Un pli discret de carrosserie est dessiné le long des ailes, du passage des roues avant aux feux arrière. Ces derniers – trois optiques positionnés verticalement de chaque côté – sont placés sur une plaque chromée.

## Habitacle
|                                  |  |  |
| Habitacle d'une Ferrari 250 GTE. |  |  |

De façon à disposer de quatre places confortables, l'habitacle est plus généreux que celui de la berlinette 250 GT « Tour de France », grâce à une augmentation de 300 mm en longueur et de 60 mm en largeur, bien que la hauteur soit diminuée de 50 mm.
La 250 GTE ne peut néanmoins prétendre qu'au titre de « 2+2 » – pour deux places à l'avant et deux places à l'arrière – et non à celui de quatre places à part entière, étant donné que les sièges avant doivent disposer d'un espace suffisant jusqu'aux pédales pour les jambes du conducteur, pénalisant l'espace aux jambes des passagers arrière.
L'aménagement intérieur de la 250 GTE est luxueux et « extrêmement » confortable ; pour exemple, les places arrière sont séparées par un accoudoir central disposant d'un cendrier. Comparé au Coupé PF, le volume du coffre est augmenté pour recevoir les bagages de potentiellement quatre personnes. La planche de bord est, quant à elle, recouverte d'un cuir noir tandis que les huit instruments, cerclés de chrome Veglia, informant le conducteur de l'état du moteur sont intégrés à un panneau généralement de la couleur de la carrosserie.

## Moteur et transmission
Le moteur Tipo 128E, dernière évolution du V12 « Colombo » ouvert à 60° d'une cylindrée de 2 953 cm3 (alésage/course de 73 mm × 58,8 mm), est placé en position longitudinale avant pour permettre d'agrandir l'habitacle. Le moteur ainsi placé devant l'axe des roues avant, la répartition des masses est par conséquent de 55 % à l'avant et 45 % à l'arrière ; bien que « la tenue de route s'avère excellente », l'avancement du moteur a par conséquent tendance à accentuer le caractère sous-vireur de la 250 GTE,.
Ce moteur, dont la culasse est reprise de la 250 Testa Rossa, a déjà fait ses preuves en compétition automobile et sur quelques Ferrari de série. Grâce à un rapport de compression de 9,2:1 et trois carburateurs Weber à double corps, la 250 GTE parvient à atteindre les 240 ch à 7 000 tr/min, une valeur très importante à l'époque pour une 2+2, et ce malgré la prise de poids – 80 kg pour atteindre les 1 280 kg – par rapport à la berlinette. Elle réalise par ailleurs le 0 à 100 km/h en un peu plus de sept secondes
Le moteur est associé à une boîte mécanique à 4 rapports dont le dernier est surmultiplié grâce à un overdrive électrique Laycock de Normanville ; cet overdrive permet de réduire de 22 % le régime moteur, et donc de diminuer la consommation du « gourmand » V12 (14 ℓ/100 km). La 250 GTE est également la première Ferrari à être équipée d'un système de refroidissement associé à un radiateur à air.
En 1964, le moteur de la 250 GTE est porté à une cylindrée de 3 967 cm3 (alésage/course de 77 mm × 71 mm) – il est par conséquent renommé Tipo 209 – pour propulser la Ferrari 330 America ; il s'agit là de la seule différence qui distingue la 330 America de la 250 GTE. La puissance désormais délivrée par le moteur atteint les 300 ch à 7 600 tr/min.

## Châssis et suspensions

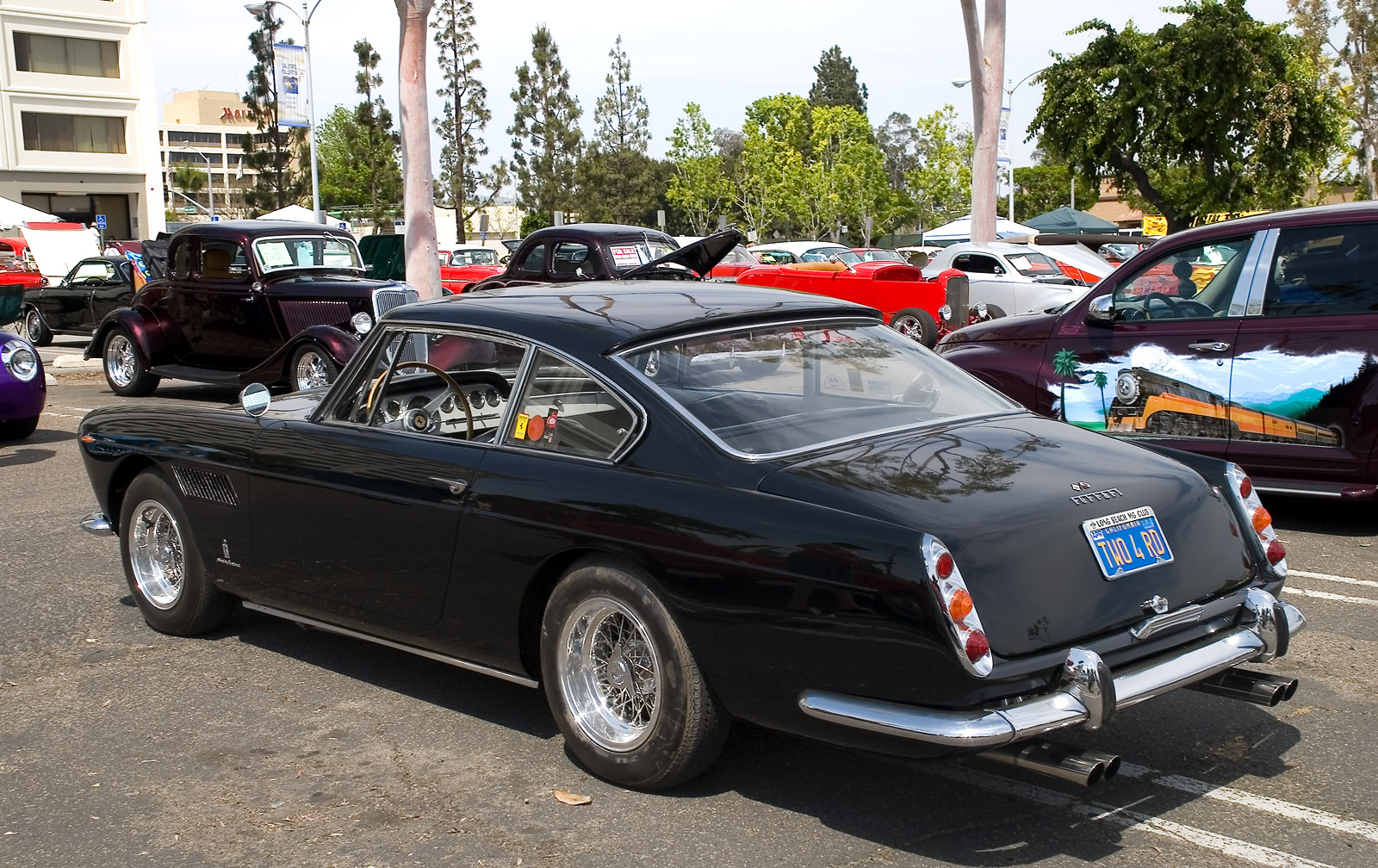
Sur la 250 GTE, l'empattement est de 2600 mm.

La difficulté d'adapter une GT, à savoir la 250 GT Berlinetta TdF, à une utilisation plus « familiale », réside dans le fait de conserver l'empattement d'un coupé – à savoir 2 600 mm, comme pour la berlinette et le cabriolet Pinin Farina – tout en offrant un espace suffisamment grand pour ajouter deux places. Le châssis de la Ferrari 250 GTE est ainsi entièrement repensé de façon à avancer le moteur d'une vingtaine de centimètres et installer les deux sièges arrière devant l'essieu ; les voies ont d'ailleurs été élargies de 60 mm par rapport à la berlinette, dans le but d'accueillir le moteur.
Le système de suspensions reçoit un soin particulier, étant donné qu'un ensemble d'amortisseurs télescopiques hydrauliques – remplaçant les amortisseurs à biellette – de bras tirés parallèles et de ressorts à lames, assisté par ressorts hélicoïdaux à partir de 1963, lui est dédié,,.

## Ferrari GTE «Squadra Mobile»
Un épisode méconnu de la carrière de la Ferrari 250 GTE est son passage aux mains de la police romaine. En 1962, après plusieurs grands succès contre la pègre de la ville, le président de la république italienne de l'époque, Giovanni Gronchi, organisa une cérémonie en l'honneur des forces de l'ordre afin de leur rendre hommage. Durant la cérémonie, il demanda alors aux officiers présents quelle récompense ceux-ci voulaient, ce à quoi l'un répondu, en rigolant : « une Ferrari ». Gronchi prit la demande très au sérieux, et Enzo Ferrari, en business-man avisé, accepta de donner deux Ferrari 250 GTE à la police Romaine (il espérait, au-delà des retombées en termes d'image, équiper d'autres forces de police du pays). Dès leur arrivée à Rome, une des deux voitures fut impliquée dans un accident mortel, et l'épave fut ramenée à Modène et détruite par un Enzo Ferrari toujours très superstitieux. L'autre modèle (n° de châssis : 3999) fut confié à un officier nommé Maresciallo Armando Spatafora. Ce dernier avait impressionné tout le monde lors des essais qui s'étaient tenus à Modène quelques jours plus tôt, en étant extrêmement rapide, au point qu'Il Commendatore lui-même lui proposa un baquet, ce qu'il refusa, stipulant « Je suis policier, je ne conduis que des voitures de police ».
La voiture fut partie intégrante de la squadra mobile romaine jusqu'en 1968, avant d'être vendue aux enchères en 1972 à un particulier. Lors de ses 6 ans de carrière, elle fut réellement la star de Rome. La légende veut que des délinquants payaient de temps en temps Spatafora afin de faire des courses poursuites avec la Ferrari. Si ceci n'a jamais été vérifié, ce qui est en revanche certain, c'est qu'un nombre important de malfrats a été mis sous les verrous grâce à son pilote, au point de donner lieu à un dicton dans les années 60 à Rome : « Conseil des brigands à leurs disciples : si vous êtes dehors la nuit, faites attention aux panthères (nom des voitures d'intervention rapide de la police romaine), mais si vous êtes dehors jusqu'à l'aube, alors faites attention à Spatafora derrière le volant ». Une rencontre avec un bandit français surnommé " Le Marseillais " a notamment conduit à une des courses poursuites les plus épiques de la capitale italienne, puisque ce dernier, escomptant tirer avantage de la suspension pneumatique de sa Citroën DS descendit les escaliers de la Piazza di Spagna en voiture, ce qui n'effraya pas Spatafiora qui le suivit et finit par l’appréhender. Les marques des marches sur le châssis de la Ferrari sont toujours visibles à ce jour. Cet épisode remarquable a donné lieu au film Poliziotto Sprint (SOS jaguar, opération casse gueule),.

## Héritage

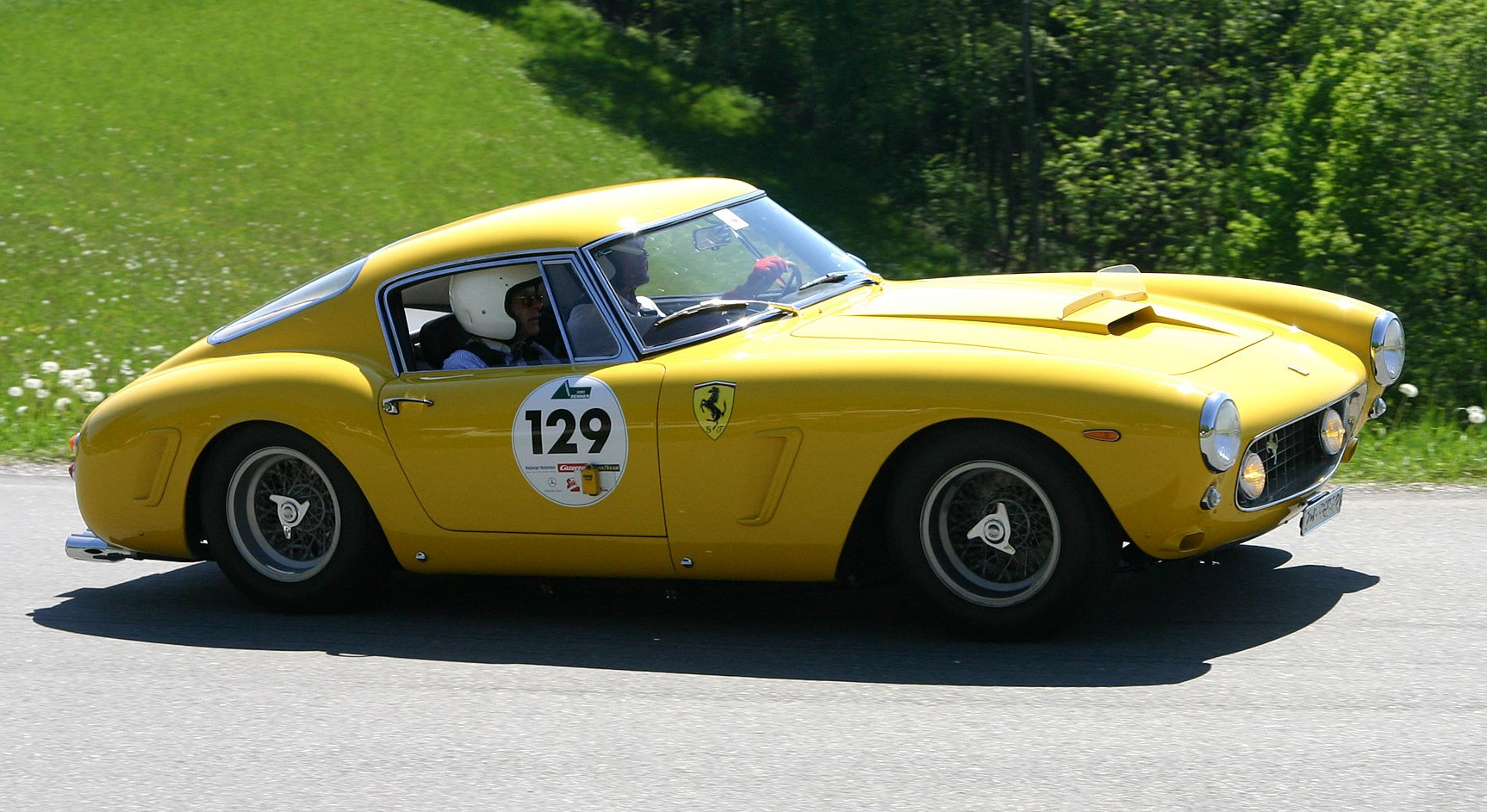
Ferrari 250 GT Berlinetta (1961).

Pendant très longtemps, l'automobile s'est vendue sans carrosserie et il convenait par la suite à l'acheteur de se rendre chez un carrossier pour « vêtir » son automobile. En raison de son importante industrialisation pour l'époque, la 250 GTE tourne définitivement une page de l'histoire de Ferrari ; Ferrari ne vend plus seulement un châssis, laissant le choix du carrossier à l'acquéreur, mais commercialise des modèles systématiquement dessinés par Pininfarina et carrossés par ce dernier ou par Scaglietti.
Les GT « 2+2 » vont par ailleurs durablement s'inscrire dans la gamme Ferrari puisque 60 ans après la fin de la production de la 250 GTE, des modèles 2+2 (comme la Ferrari 612 Scaglietti) sont encore disponibles dans la gamme Ferrari. Outre le succès commercial que suscite ce genre de modèle, les 2+2 marquent une certaine prise d'âge de Ferrari, de son fondateur et de ses clients ; les acquéreurs de Ferrari radicalement sportives des années 1940 risquent dans les années 1960 d'avoir fondé une famille, d'où la nécessité d'une quatre places.